# Dieter Müller
Dieter Müller (született: Dieter Kaster; Offenbach am Main, 1954. április 1. –) német labdarúgó. Jelenleg a Kickers Offenbach elnöke.

## Pályafutása

### Klubszinten
Összesen 303 Bundesliga-mérkőzésen 177 gólt lőtt a Kickers Offenbach, az 1. FC Köln, a VfB Stuttgart és az 1. FC Saarbrücken játékosaként, amivel a bajnokság hetedik legeredményesebb gólszerzője.
A hivatásos pályafutását a Kickers Offenbachnál kezdte az 1972–1973-as szezonban, akkor még az anyakönyvezett nevén, Dieter Kasterként játszott (az apja, Heinz Kaster többek között az FC St. Pauli labdarúgója volt). Amikor 1973-ban az 1. FC Kölnhöz igazolt, felvette a nevelőapja vezetéknevét, és a továbbiakban Dieter Müller néven szerepelt.
A Kölnnel kétszeres németkupa-győztes és egyszeres bajnok lett. Kiemelkedő teljesítmény volt az 1977. augusztus 17-ei, Werder Bremen elleni bajnokin szerzett hat gólja (a végeredmény 7–2 lett), ami a mai napig egyedülálló rekord. Nem utolsósorban e teljesítménye miatt a kölni Express újság olvasói az Évszázad kölni csatárának választották meg. Azonban mivel aznap az operatőrök sztrájkoltak, a tévében nem közvetítették Müller hat gólját.
A karrierje vége felé Franciaországba, a Girondins Bordeaux csapatába igazolt, ahol kétszeres bajnok lett. Dieter Müller pályafutása során több mint 200 első osztályú bajnoki gólt szerzett.

### A válogatottban
Válogatottként elsősorban az 1976-os Európa-bajnokságon való szereplése vált emlékezetessé, mivel gólkirály lett, és a német csapat döntőbe jutásában meghatározó szerepet játszott. Jugoszlávia ellen az ellenfél 2–1-es vezetésénél csereként lépett pályára, és első válogatottsága alkalmával három gólt szerzett. Németország hosszabbítás után 4–2-re nyert.
Összesen csak 12 válogatottságig jutott, mivel nézeteltérésbe keveredett az akkori szövetségi kapitánnyal, Helmut Schönnel, ám ennek ellenére nevezték az 1978-as, argentínai világbajnokságra, mivel Schön nem mellőzhette a Bundesliga gólkirályát.

## Sikerei, díjai

### Klubcsapatokkal
- 1. FC Köln:
  - Német bajnok: 1978
  - Németkupa-győztes: 1977, 1978
  - Németkupa-döntős: 1980

- Girondins Bordeaux:
  - Francia bajnok: 1984, 1985

### Válogatottal
- Európa-bajnoki ezüstérmes: 1976

### Egyéni
- Európa-bajnoki aranycipős: 1976
- Német gólkirály: 1977, 1978

## Mérkőzései a válogatottban
| #   | Időpont           | Ellenfél           | Eredmény             | Típus      | Megjegyzés        |
| --- | ----------------- | ------------------ | -------------------- | ---------- | ----------------- |
| 1.  | 1976. június 17.  | Jugoszlávia (s)    | 4–2                  | 1976-os Eb | 46' 82' 115' 119' |
| 2.  | 1976. június 20.  | Csehszlovákia (s)  | 2–2 (h.u.) b.u.: 3–5 | 1976-os Eb | 28'               |
| 3.  | 1976. október 6.  | Wales (i)          | 2–0                  | Barátságos | 74'               |
| 4.  | 1977. február 23. | Franciaország (i)  | 0–1                  | Barátságos | 69'               |
| 5.  | 1977. április 27. | Észak-Írország (o) | 5–0                  | Barátságos | 65'               |
| 6.  | 1977. április 30. | Jugoszlávia (i)    | 2–1                  | Barátságos | 12'               |
| 7.  | 1977. június 8.   | Uruguay (i)        | 2–0                  | Barátságos | 90'               |
| 8.  | 1977. június 14.  | Mexikó (i)         | 2–2                  | Barátságos | 46'               |
| 9.  | 1978. június 6.   | Mexikó (s)         | 6–0                  | 1978-as vb | 15'               |
| 10. | 1978. június 10.  | Tunézia (s)        | 0–0                  | 1978-as vb |                   |
| 11. | 1978. június 18.  | Hollandia (s)      | 2–2                  | 1978-as vb | 70'               |
| 12. | 1978. június 21.  | Ausztria (s)       | 2–3                  | 1978-as vb | 60'               |

## Magánélete
Súlyos csapás érte, mivel a 16 éves fia agydaganat következtében elhunyt.